# 費迪南德 (愛達荷州)
費迪南德（英語：Ferdinand）是一個位於美國愛達荷州愛達荷縣的城市。

## 地理
費迪南德的座標為46°09′10″N 116°23′26″W / 46.15278°N 116.39056°W，而該地的平均海拔高度為1130米（即3720英尺）。

## 人口
根據2020年美國人口普查的數據，費迪南德的面積為0.45平方千米，當中陸地面積為0.45平方千米，而水域面積為0.00平方千米。當地共有人口133人，而人口密度為每平方千米295.56人。